# Зикос Селишки
Зикос (на гръцки: Παπαζήκος) е гръцки духовник и зограф от XIХ век.

## Биография
Роден е в македонската паланка Селица (днес Ератира, Гърция), Сятищко, около 1780 година. Баджанак е на Георгиос Мануил, също зограф. Става свещеник. В 1817 година, заедно с Георгиос Мануил, рисува царските икони в Бунаския манастир край Гревена. Негови подписани икони има в Ератира. В 1851 – 1852 година рисува в различни църкви в Костур заедно със сина си Димитриос, който умира преждевременно там. В 1853 – 1854 година е на Света гора заедно с Георгиос Мануил. В 1860 година рисува в Клисура, Костурско. Най-малкият му син Томас също е зограф.
Умира на 18 февруари 1873 година.